# La Porte de Paris
La Porte de Paris, ou L'Arche, est une œuvre d'art monumentale de Piotr Kowalski située à Montigny-le-Bretonneux, Yvelines, France.

## Description
La Porte de Paris est érigée sur la place de la Paix-Céleste, à Montigny-le-Bretonneux, au centre d'un rond-point à l'entrée de la ville. Elle est constituée d'une arche métallique, recouverte de verre de Murano bleu. Placée dans un bassin, elle forme avec son reflet un cercle complet.

## Historique
La ville nouvelle de Saint-Quentin-en-Yvelines est aménagée à partir des années 1970. Cet aménagement donne lieu à de nombreuses commandes d'art public. En particulier, des commandes sont passées à trois sculpteurs contemporains pour créer des œuvres monumentales sur le thème de l'eau, en référence au château de Versailles, proche du site : Piotr Kowalski, Nissim Merkado et Marta Pan.
Piotr Kowalski érige une arche monumentale, La Porte de Paris, à l'entrée de la ville ; Nissim Merkado, quant à lui, choisit un endroit un peu en marge des grands axes pour l'implémentation de Meta. La Perspective de Marta Pan marque le débouché du canal traversant la ville nouvelle. L'arche de Kowalski est terminée au début des années 1990.
En septembre 2019, les trois œuvres reçoivent conjointement le label « Patrimoine d'intérêt régional ».